# 대디 데이 캠프
대디 데이 캠프(Daddy Day Camp)는 미국에서 제작된 프레드 세비지 감독의 2007년 코미디, 가족 영화이다. 쿠바 구딩 쥬니어 등이 주연으로 출연하였고 제이슨 슈만 등이 제작에 참여하였다.

## 출연

### 주연
- 쿠바 구딩 쥬니어
- 폴 래

### 조연
- 조쉬 맥레란
- 로슬린 먼로
- 리처드 갠트
- 스펜서 브리지스
- 탤론 G. 애커먼
- 타말라 존스
- 브라이언 도일 머레이
- 타이거 로우링스
- 바트 존슨

## 제작진
- 원조: 지오프 로드키
- 공동제작: 애덤 F. 골드버그
- 미술: 에릭 웨일러
- 의상: 캐롤린 레오네
- 배역: 린지 헤이스 크로거
- 배역: 주디 맥키
- 배역: 데이빗 래파포트